# 3S Silicon Technology
3S Silicon Technology（中国語正式社名：廣化科技股份有限公司）は、台湾新竹県に本拠を置く電気機器メーカー。半導体製造装置および真空リフローオーブン製造装置を開発・製造・販売している。

## 主な取り扱い製品

### 半導体製造装置
- Clip Die Bonder
- Die Bonder
- Clip Attach
- Snap reflow oven
- Vacuum reflow oven